# Joakim Rakovac

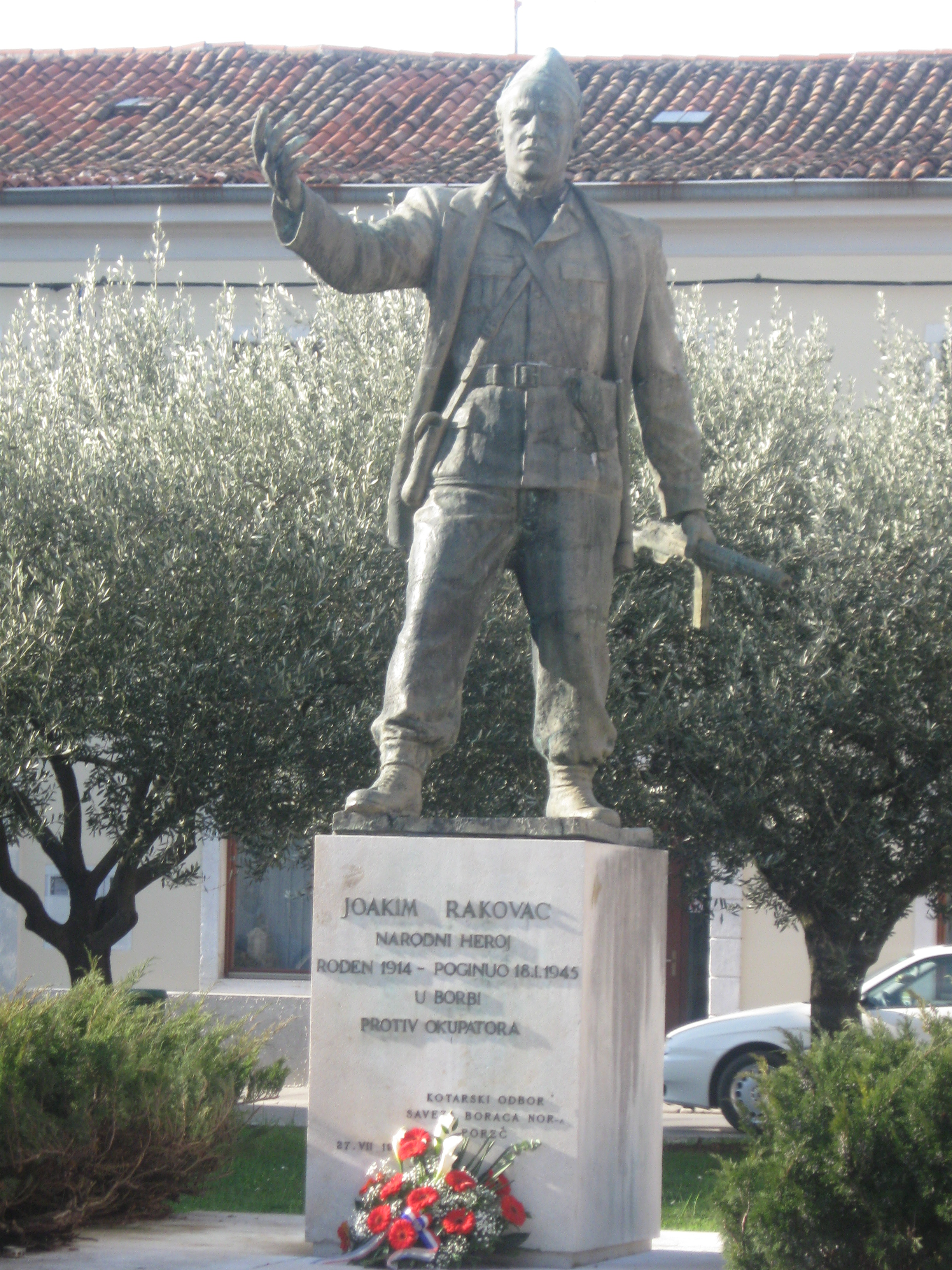
Monumento dedicato a Joakim Rakovac a Parenzo

Joakim Rakovac (Racovazzi, 14 novembre 1914 – Coreni, 18 gennaio 1945) è stato un antifascista e partigiano croato.

## Vita

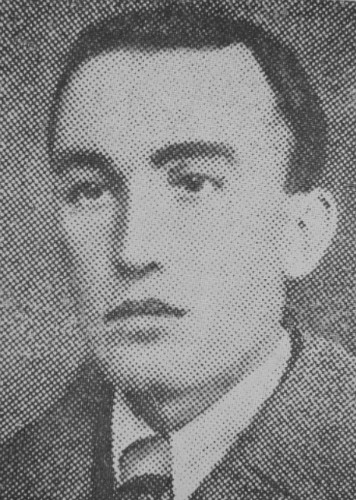
Joakim Rakovac

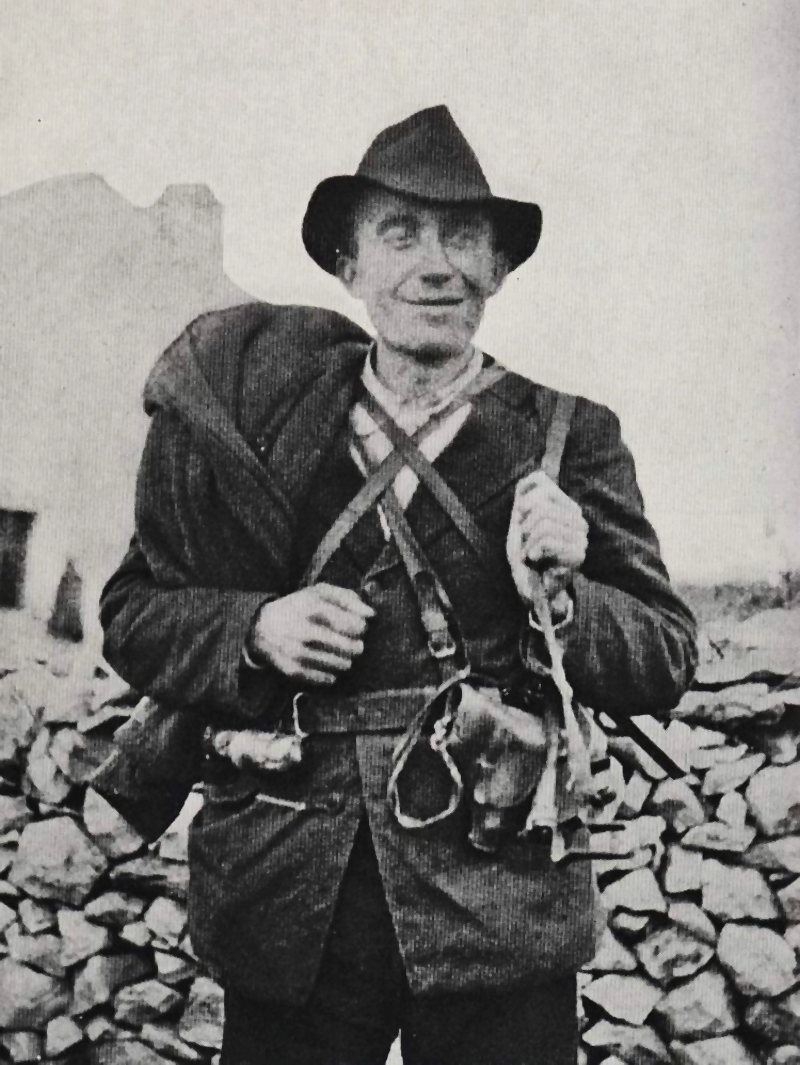
I contemporanei lo ricordavano indossare un cappello; in successive raffigurazioni artistiche a Rakovac viene fatta indossare una titovka, per avvicinarlo al tipico partigiano jugoslavo

Joakim Rakovac nasce nel villaggio di Racovazzi (Rakovci), sito a dieci chilometri da Parenzo. Fa le scuole italiane, ma su sollecitazione dei genitori legge libri in lingua croata, che al tempo era vietata in Istria. Il padre Ivan viene più volte picchiato dai fascisti e imprigionato dalle autorità italiane; morirà nel campo di concentramento nazista di Dachau. Al tempo dell'inizio della seconda guerra mondiale e dell'invasione della Jugoslavia, Rakovac si trova nelle file dell'esercito italiano, ma viene considerato uno dei "politicamente sospetti". Già nel 1942 torna in Istria. Alcune fonti dicono abbia disertato l'esercito italiano, altre che fu deposto.
Tornato in Istria, viene introdotto all'antifascismo e inizia ad associarsi al movimento antifascista croato, stabilendo stretti rapporti con il populista Jože Šuran, che era già in contatto con partigiani della Croazia. Rakovac è parte di un gruppo di 18 attivisti che, su ordine di Šuran, si incontrarono il 15 dicembre 1942 a Parenzo (vicino a uno stagno nel villaggio di Rappavel). All'incontro è presente l'attivista comunista Ante Drndić Stip, inviato dal Partito Comunista di Croazia per organizzare un movimento partigiano in Istria. Alla fine del 1942 Rakovac raduna trenta persone nella sua casa, nel villaggio di Racovazzi, e discute con loro della possibilità di combattere il fascismo; in seguito istituisce il comitato di liberazione nazionale (NOC) nello stesso luogo.
Nell'estate del 1943 guida un primo gruppo di istriani verso il Gorski Kotar per unirsi ai partigiani. Nell'agosto del 1943 diviene presidente del NOC dell'Istria. Dopo la capitolazione dell'Italia l'8 settembre 1943, prende parte al disarmo delle guarnigioni a Cerreto e Borutto. La notizia della capitolazione lo raggiunge mentre sta guidando un folto gruppo di volontari verso la base dei partigiani a Gorski Kotar. Partecipa quindi alla liberazione di Pisino, e il 14 settembre entra a Parenzo con un piccolo gruppo di partigiani, riuscendo comunque a prendere controllo. In qualità di presidente del Comitato provinciale di liberazione popolare per l'Istria, partecipa alle storiche decisioni di Pisino con cui l'Istria si separò dall'Italia e si unì alla Croazia jugoslava.
Dopo l'occupazione tedesca dell'Istria, lavora instancabilmente sul campo, visitando i villaggi istriani, incoraggiando la gente alla rivolta e organizzando volontari antifascisti, il tutto con l'obiettivo di liberare l'Istria. Non è riportato che egli abbia predicato l'ideologia comunista, anche se è unanimemente riconosciuto che si iscrisse al Partito Comunista e che fu un membro della direzione del partito per l'Istria.
Nel secondo numero del Glas Istre del settembre 1943 viene pubblicato il primo articolo di giornale scritto da Joakim Rakovac. L'articolo per la stampa partigiana fu scritto nel luglio 1943, prima della rivolta di settembre in Istria, mentre Rakovac stava guidando un centinaio di volontari istriani dai partigiani a Gorski Kotar. L'articolo (probabilmente con molto lavoro editoriale; Rakovac frequentò solo la scuola italiana e non aveva mai avuto l'opportunità di scrivere in lingua croata fino ad allora), pubblicato con il titolo Sretni i ponosni pošli smo u našu vojsku (Felici e orgogliosi andavamo al nostro esercito), descrive la preparazione per unirsi ai partigiani; il testo mostra le circostanze in cui si mosse Rakovac:
Tog dana žene su marljivo pripremale hranu i robu za put a ljudi su obustavili svaki posao koji nije bio u vezi s mobilizacijom. Oni koji su radili u ugljenokopu napustili su rad. Seljaci su objesili svoje kose, kosire i motike. Svuda su odjekivale borbene pjesme. Trebalo je vidjeti silno oduševljenje i radost, koja se na licima sviju čitala. U nekim selima nije bilo ni čovjeka, ni žene, ni odraslog djeteta, koje nije znalo za pripreme i odlazak u NOV. Na sam dan odlaska bilo je već sve spremno. Postavljene su straže po svim putovima, gdje je bilo opasno, da bi provalili banditi i pomrsili naš plan. Posjedali smo na travu oko punih zdjela, koje su za svoje borce donijele njihove drugarice. Uprtismo ruksake i rastadosmo se. Stariji i mlađi drugovi, koji su još ostali, klicali su nam i obećavali da će doskora i oni za nama. Otrgnuvši se iz zagrljaja majki i žena, krenuli smo odlučnim korakom. Kudgod smo prolazili, ljudi su nas toplo pozdravljali i nudili jelom, pićem i voćem. A sada već u slobodi, odmarajući se u gustoj jelovoj šumi, sjećamo se rastanka i suznih očiju majki, sestara i žena, koje smo tamo, kraj mora ostavili. Ali, mi im sada dovikujemo: » Ne plačite, ne plačite za nama! Mi smo otišli putem časne borbe. Mi smo se odazvali pozivu druga Tita. Ne oplakujte istarske žene i majke sretne vojnike, koji će se vratiti preko Učke, goneći ispred sebe crni fašistički mrak i donoseći toplo sunce slobode! Oplakujte radije one jadnike, koji su otišli u fašističku Italiju da ginu za naše najveće neprijatelje. Oplakujte i one koji još čekaju, i koje neprijatelj hvata i trpa u svoje kamione. Kažite vašim drugovima da ne kolebaju, neka ni časa ne čekaju, već neka idu za nama dok je još vrijeme. Upamtite, da sé neće spasiti onaj koji želi u ovom najodlučnijem času ostati po strani. Stotine je takvih već propalo. Sloboda se ne kupuje na sajmu, a niti se ne daruje. Nju ćemo samo puškom i borbom postići. 

(Quel giorno, le donne prepararono diligentemente cibo e utensili per il viaggio e gli uomini sospesero qualsiasi attività lavorativa che non fosse legata alla mobilitazione. Quelli che lavoravano nella miniera di carbone se ne uscirono. Gli abitanti del villaggio appesero le roncole, le falci e le zappe. I canti di battaglia risuonavano ovunque. Era necessario vedere il grande entusiasmo e la gioia, che si poteva leggere sul volto di tutti. In alcuni villaggi non c'era nessun uomo, nessuna donna, nessun ragazzino che non fosse a conoscenza dei preparativi e della partenza verso il NOV. Il giorno della partenza era tutto pronto. Abbiamo installato guardie lungo le strade, dove era pericoloso, dove era necessario. Ci siamo seduti sull'erba intorno a piatti pieni, portati per i combattenti dai loro compagni. Abbiamo preparato i nostri zaini e ci siamo separati. I compagni più anaziani e giovani, quelli che sono rimasti, ci hanno chiamato e ci hanno promesso che presto ci avrebbero seguiti. Allontanandoci dall'abbraccio di madri e mogli, abbiamo compiuto un passo decisivo. Ovunque siamo passati, le persone ci hanno accolto calorosamente e ci hanno offerto cibo, bevande e frutta. E ora già liberi, riposando nella fitta foresta di abeti, ricordiamo la separazione e gli occhi bagnati di madri, sorelle e spose, che abbiamo lasciato lì, in riva al mare. Ma ora noi gridiamo loro: "Non piangere, non piangere per noi!" Abbiamo affrontato una lotta onorevole. Abbiamo risposto alla chiamata del compagno Tito. Non piangete, donne istriane e madri dei soldati felici, che torneranno attraverso il Monte Maggiore, inseguendo l'oscurità fascista davanti a loro e portando il rovente sole della libertà! Piuttosto piangete quei poveri uomini, che sono andati nell'Italia fascista a morire per i nostri più grandi nemici. Piangi quelli che, indecisi, ancora aspettano, e che il nemico cattura e carica sui suoi camion. Di' ai tuoi compagni di non esitare, di non aspettare, ma di seguirci finché c'è ancora tempo. Ricorda, chi vuole restare in disparte in quest'ora decisiva non sarà salvato. Centinaia di loro hanno già fallito. La libertà non si compra, né si dona. La conquisteremo solo con un fucile in mano, dando battaglia).
In qualità di consigliere, Rakovac partecipa alla terza sessione multipartitica di ZAVNOH nel maggio 1944.
Durante l'incontro del NOC nel villaggio di Coreni sopra il canale di Leme, i tedeschi tendono un'imboscata e Rakovac e a i suoi compagni, che sono costretti a fuggire; Rakovac viene colpito da un proiettile dum-dum, ma riesce comunque a fuggire in una foresta vicina dove muore dissanguato. Viene trovato il giorno dopo, morto nella neve - almeno questa è la versione degli eventi che i compagni d'armi di Rakovac hanno ripetuto per decenni in occasioni ufficiali. Un'altra versione dello stesso evento è che Rakovac fu ucciso da elementi del movimento partigiano titino, i quali, secondo gli ordini del KPJ in quei giorni, stavano eliminando sistematicamente i leader del Movimento di liberazione popolare che erano troppo "sulla linea del partito" cosa particolarmente sentita tra i quadri istriani. Dopo la fine della guerra, il nuovo governo jugoslavo trattò sanguinosamente i cosiddetti "populisti" istriani (come Mate Peteh, che fu brutalmente assassinato) e preti popolari (ad esempio Kazimir Paić). In questa epurazione, tutto il personale partigiano istriano fu rimosso e tutti i capi partigiani più importanti dell'Istria furono dimessi. Molti furono sospettati, e perciò uccisi o maltrattati. A causa di tutto ciò, l'identità degli assassini di Rakovac rimane estremamente sospetta a tutt'oggi.
Le spoglie di Joakim Rakovac si trovano oggi a Parenzo, sotto la statua eretta in suo onore nella piazza a lui intitolata. Alla sua morte sono legate numerose storie su diversi argomenti, dal fatto che qualcuno all'interno delle file partigiane lo abbia tradito, al fatto che i tedeschi avevano una spia. Il suo lavoro instancabile di sollevare il popolo alla rivolta, il suo impegno per l'uguaglianza di croati e italiani in Istria, la sua immensa energia e dedizione al lavoro, resero Joakim Rakovac una leggenda già quando egli era ancora in vita. Oggi, quasi ogni città dell'Istria (e del Gorski Kotar) ha una strada o una piazza a lui dedicata.